# Sahidique
Le sahidique, copte sahidique, saïdique, thébaïque ou thébain est un dialecte de la langue copte.
Il était à l'origine le dialecte parlé autour de Thèbes ; après le 5e siècle, il était le copte standard de toute la Haute-Égypte. C'est l'un des dialectes les mieux documentés et les plus connus. Il est le dialecte principalement appris en dehors de l'Église.

## Étymologie et dénominations
Le sahidique a été appelé de diverses manières : sahidique, saïdique, copte sahidique, thébaïque, thébain, copte égyptien.
Le mot sahidique viendrait de l'arabe صعيد aṣ-Ṣaʿīd (Es-Sahid), la désignation en arabe de la Haute-Égypte   signifiant « hautes terres », de la racine سعد signifiant monter, monter ou s'élever.
Ce dialecte se nomme ainsi car il a remplacé les dialectes coptes plus tard dans la région de Sahid en Haute-Égypte, car l'arabe a commencé à remplacer le copte comme nouvelle langue parlée et il a même été appelé copte égyptien comme mentionné par le linguiste copte Athanase de Qus au 14e siècle, car c'était le dialecte le plus répandu sachant qu'après onze siècles le copte était absent en Basse-Egypte à l'exception du bohaïrique comme dialecte liturgique tandis que le sahidique était encore une langue parlée en Haute-Egypte pendant plusieurs siècles.

## Origine
La région d’origine du dialecte sahidique est toujours un domaine de discussion actif (voir l’article récent de Carsten Peust « Die Urheimat des Sahidischen » [2020]).
Il a commencé au début du 9ème siècle, remontant peut-être au 4ème siècle.

## Textes, corpus et manuscrits
Il s'agit du dialecte dans lequel sont écrits la plupart des textes coptes connus et était le dialecte principal de la période préislamique précédant la conquête musulmane de l'Égypte. On pense qu'il s'agissait à l'origine d'un dialecte régional de la région autour d'Hermopolis (copte : Ϣⲙⲟⲩⲛⲉⲓⲛ, romanisé : shmounein). Vers 300, il a commencé à être écrit sous forme littéraire, y compris des traductions de parties importantes de la Bible (voir les versions coptes de la Bible). Au VIe siècle, une orthographe standardisée avait été atteinte dans toute l'Égypte. Presque tous les auteurs natifs ont écrit dans ce dialecte copte. Le sahidique a été, à partir du IXe siècle, contesté par le bohaïrique, mais il est attesté aussi tard qu'au XIVe siècle.
Alors que les textes dans d'autres dialectes coptes sont principalement des traductions de textes littéraires et religieux grecs, le sahidique est le seul dialecte à posséder un corpus considérable de littérature originale et de textes non littéraires. Parce que le sahidique partage la plupart de ses caractéristiques avec d'autres dialectes coptes avec quelques particularités qui lui sont propres, et qu'il dispose d'un vaste corpus de textes connus, il est généralement le dialecte étudié par les apprenants du copte, en particulier par les érudits extérieurs à l'Église copte.

## Écriture
En sahidique, les limites des syllabes peuvent avoir été marquées par un trait supralinéaire ⟨◌̄⟩, ou le trait peut avoir lié les lettres ensemble dans un mot, car les textes coptes n'indiquaient pas autrement les divisions de mots. Certaines traditions de coptes utilisent un tréma sur les lettres ⲓ et ⲩ au début d'un mot ou pour marquer une diphtongue.

## Phonologie
La chaîne youtube ILoveLanguages! a effectué une vidéo de lexique grammatical et de prononciation du sahidique.

### Voyelles
En sahidique, la lettre ⲉ était utilisée pour les /e/ courts avant les fricatives postérieures, ainsi que pour le schwa non accentué /ə/. Il est possible qu'il y ait eu aussi une distinction entre les /ɛ/ courts et les /a/, mais si c'était le cas, la charge fonctionnelle était extrêmement faible.

### Consonnes
En langue sahidique, le ϫ était probablement prononcé [tʲ] et le ϭ était probablement prononcé [kʲ]. Reintges (2004, p. 22) suggère que le ϫ était prononcé [tʃ].
La lettre ⳋ ou ⳃ ç retrouvée dans quelques manuscrits anciens correspond dans les manuscrits sahidiques et bohairiques ϣ š, qui correspondent dans les manuscrits akhmimiques ont ⳉ x. Ce son semble avoir été perdu très tôt.

### Grammaire
En vestiges de l'inflexion du suffixe qui survivent en copte, principalement pour indiquer la possession inaliénable et dans certains verbes, on peut comparer la forme égyptienne moyenne *satāpafa « il choisit » (écrit stp.f en hiéroglyphes) avec la forme copte (sahidique) f.sotp ϥⲥⲱⲧⲡ̅ « il choisit ».

### Noms
Les noms féminins sont marqués avec l'article /tə, teː/ en dialecte sahidique et /pi, əp/ et /ti, ət/ en dialecte bohairique : 
Sahidique : ⲡⲉⲣⲱⲙⲉ /pəˈɾomə/ – 'l'homme' / ⲧⲉϫⲓϫ /təˈt͡ʃit͡ʃ/ – 'la main'
Bohaïrique : ⲡⲓⲣⲱⲙⲓ /pəˈɾomə/ – 'l'homme' / ϯϫⲓϫ /təˈt͡ʃit͡ʃ/ – 'la main'